# Lorenzo Campeggi (vescovo 1574)
Lorenzo Campeggi (Bologna, 1574 – Madrid, 8 agosto 1639) è stato un vescovo cattolico e diplomatico italiano, a servizio della Santa Sede.

## Biografia
Dopo aver conseguito la laurea in diritto canonico a Pisa e ricevendo l'incarico di primicerio presso la cattedrale di Bologna, si trasferì a Roma, dove papa Paolo V lo nominò referendario del Tribunale della segnatura apostolica. In seguito ebbe l'incarico di governatore di Iesi, di Fano, di Spoleto e di Ancona. 
Nel mese di giugno del 1622 divenne segretario della Congregazione dei vescovi e regolari.

### Ministero episcopale
L'8 dicembre 1623 fu nominato vescovo di Cesena da papa Urbano VIII.
Il 21 gennaio 1624 ricevette la consacrazione episcopale dalle mani del cardinale Ottavio Bandini, co-consacranti l'arcivescovo di Fermo Pietro Dini e il vescovo di Caserta Antonio Díaz.
Il 23 marzo 1624 fu nominato nunzio apostolico nel ducato di Savoia e rimase in carica fino al 3 luglio 1627. Durante questo triennio cercò di reprimere le azioni degli eretici di Pinerolo e della corrente calvinista, dando maggior diffusione alle missioni dei cappuccini.
L'11 dicembre 1628 venne nominato vescovo di Senigallia, mentre il 31 gennaio 1634 nunzio apostolico in Spagna con l'obiettivo principale di creare un'alleanza tra la Spagna e la Francia, rivelatasi inattuabile a causa dell'invasione della Lorena da parte di Luigi XIII.
Morì a Madrid l'8 agosto 1639.

## Genealogia episcopale
La genealogia episcopale è:
- Cardinale Juan Pardo de Tavera
- Cardinale Antoine Perrenot de Granvelle
- Cardinale Francisco Pacheco de Villena
- Papa Leone XI
- Cardinale Ottavio Bandini
- Vescovo Lorenzo Campeggi